# RRS James Cook
Le RRS James Cook  est un navire océanographique exploité par le Natural Environment Research Council (NERC)

## Historique
Il a été construit en 2006 pour remplacer le vieillissant RRS Charles Darwin par des fonds du NERC britannique et du fonds des grandes installations scientifiques du DTI (Department of Trade and Industry (United Kingdom) (en)). Il a été baptisé en l'honneur du capitaine James Cook, l'explorateur britannique, navigateur et cartographe du National Oceanography Centre (en), à Southampton, par la Princesse royale Anne du Royaume-Uni.
Lors de son voyage scientifique inaugural, le 5 mars 2007, le James Cook a été impliqué dans la découverte de ce que l’on pense être les évents volcaniques sous-marins les plus profonds du monde, alors qu’il se trouvait dans les Caraïbes.
En septembre 2015, au cours d'une croisière consacrée à l'étude du fond marin et de la vie marine du canyon sous-marin dans la partie nord du golfe de Gascogne, les océanographes pensent avoir imaginé la première baleine bleue dans les eaux anglaises, les mammifères ayant presque été chassés jusqu'à l'extinction dans le nord-est de l'Atlantique.

## Galerie

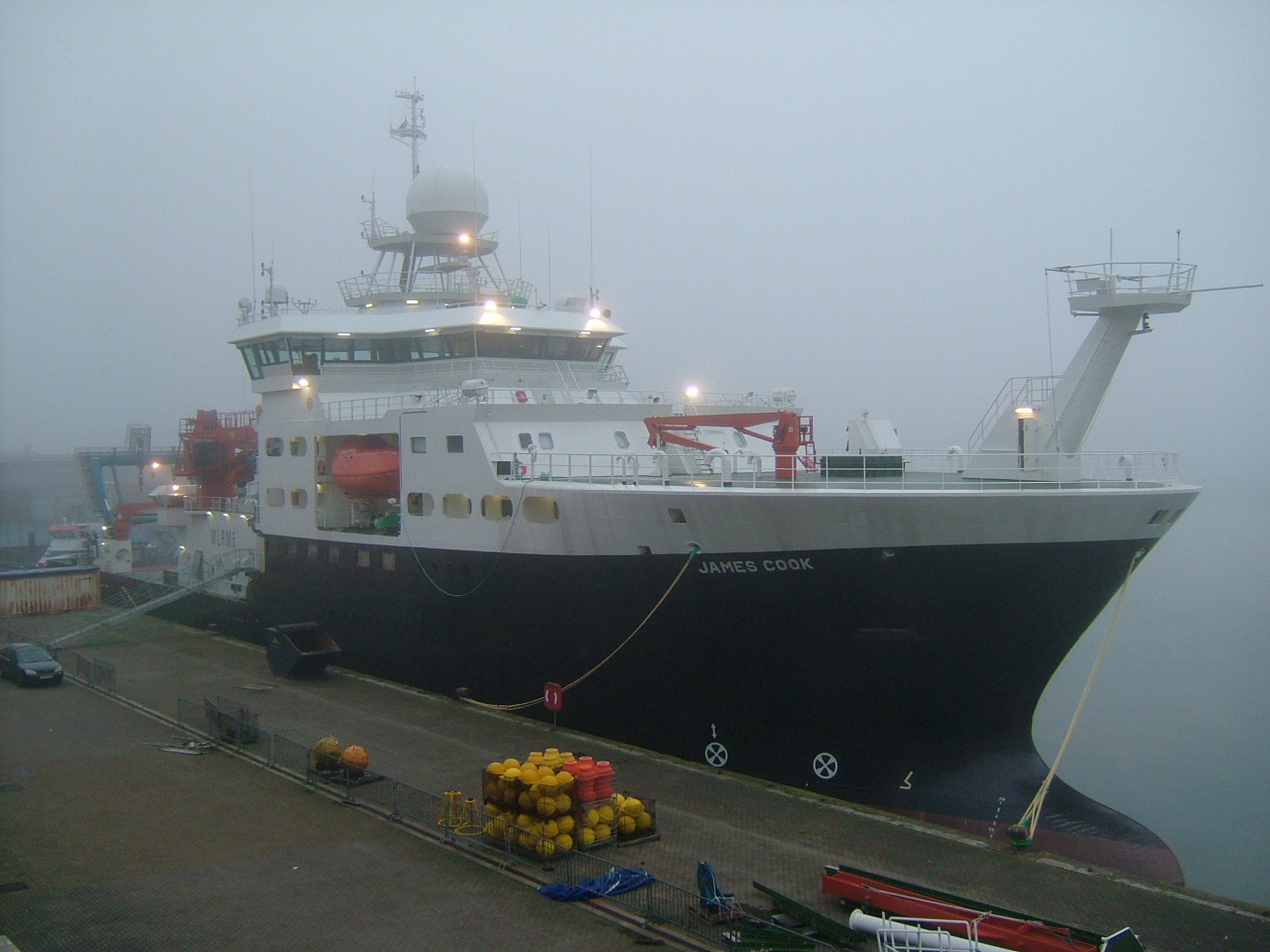
RRS James Cook
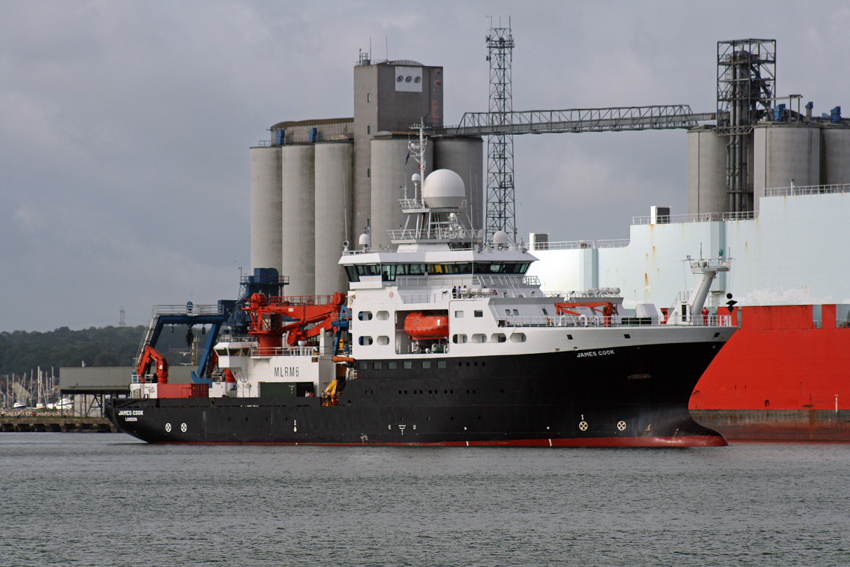
RRS James Cook

### Note et référence
1. ↑  British scientific expedition discovers world's deepest known undersea volcanic vents
2. ↑  Blue whale caught on camera in English waters 'for the first time'

- (en) Cet article est partiellement ou en totalité issu de l’article de Wikipédia en anglais intitulé « RRS James Cook » (voir la liste des auteurs).